# Jacob M. Appel
Jacob M. Appel, född 21 februari 1973, är en amerikansk författare bioetiker, läkare och samhällsdebattör.
Appel är mest känd för sina noveller, sin dramatik och sina texter om reproduktiv etik, organdonation, neuroetik och eutanasi. Han är professor i psykiatri och medicinsk pedagogik vid Mount Sinai School of Medicine i New York. Han har varit kolumnist för The Huffington Post.
Appel har ofta uttryckt kontroversiella åsikter i sina texter om bioetik och har bland annat förespråkat avkriminalisering av assisterat självmord och legalisering av prostitution, polygami och incest mellan samtyckande par.

## Verk (urval)
- The Man Who Wouldn't Stand Up, 2012.
- The Biology of Luck, 2013.
- Scouting for the Reaper, 2014.
- Einstein's Beach House, 2014.
- The Mask of Sanity, 2017.